# Дамјан Даниловић
Дамјан Даниловић (Котор, СФРЈ, 1. април 1985) црногорски је ватерполиста. Тренутно наступа за ВК Будва.
Са репрезентацијом Црне Горе освојио је златну медаљу на Европском првентву 2008. у Малаги.